# HMS Vengeance (S31)
L'HMS Vengeance è il quarto ed ultimo sottomarino della classe Vanguard.
Il Vengeance fu costruito a Barrow-in-Furness dal cantiere Vickers Shipbuilding and Engineering Ltd (ora BAE Systems Marine), fu varato nel settembre 1998, ed entrò in servizio nel novembre 1999.
Prima che venisse commissionato il Governo inglese disse che solo un sottomarino della classe Vanguard sarebbe divenuto operativo, ma alla fine tutti e 4 scesero in mare.
Caratteristiche generali
- Dislocamento: 16,000 tonnellate sommerso
- Propulsione: un reattore nucleare Rolls-Royce PWR2, due turbine GEC e un propulsore a idrogetto.
- Propulsori elettrici: due generatori diesel Paxman, due turbine a gas WH Allen
- Velocità: 25 nodi (46 km/h)
- Equipaggio: 14 ufficiali, 121 marinai
- Armamento strategico: 16 missili balistici Lockheed Trident II D5
- Armamento difensivo: 4 basi di lancio per 21 siluri da 533 mm e 16 siluri Spearfish